# Mayall II
Mayall II (Globular One, MII, G1, NGC-224-G1, SKHB 1, GSC 2788:2139, HBK 0-1 lub Gromada Andromedy) – gromada kulista w galaktyce Andromedy w gwiazdozbiorze Andromedy.
Mayall II znajduje się w odległości około 2,9 mln ly od Ziemi i ok. 170 tys. lat świetlnych od centrum galaktyki M31. Masa jest prawdopodobnie dwukrotnie większa niż gromady Omega Centauri – wynosi ok. 15 milionów mas Słońca, co stawia ją na pierwszym miejscu spośród znanych gromad kulistych. Szacuje się, że gromada może zawierać od kilkuset tysięcy do miliona gwiazd.
Mayall II jest jedną z 97 potwierdzonych gromad kulistych należących do M31. Istnieją jednak przypuszczenia, że jest ona tak naprawdę jądrem galaktyki karłowatej, która utraciła zewnętrzne warstwy na skutek oddziaływania grawitacyjnego z M31.